# SDCサン・アントニオ
SDCサン・アントニオ（スペイン語: Sociedad Deportiva Cultural San Antonio, ソシエダ・デポルティーバ・クルトゥラル・サン・アントニオ）は、スペイン・ナバーラ州パンプローナに本拠地を置いていたハンドボールチーム。国内リーグであるリーガASOBALでは2度、欧州カップ戦であるEHFチャンピオンズリーグでは1度優勝している。2013年に解散した。
パンプローナにある3,000人収容のパベリョン・ウニベルシタリオ・デ・ナバーラをホームアリーナとしていた。パンプローナにはSCDRアナイタスナも本拠地を置いている。

## 歴史

### 黄金期
1988-89シーズン終了後にリーガASOBALに昇格。1998-99シーズンにはコパ・デル・レイで優勝し、クラブ史上初タイトルを獲得。決勝ではFCバルセロナを32-29で破り、チェチュ・ビリャルデアが最優秀選手に選ばれている。1999-00シーズンのEHFカップウィナーズカップでは決勝でハンガリーのDunaferrに勝利し、ヨーロッパカップ戦での初タイトルを獲得した。2000-01シーズンのEHFチャンピオンズリーグでは決勝がFCバルセロナとのスペイン勢対決となり、初のチャンピオンズリーグ優勝、2シーズン連続でのヨーロッパカップ戦のタイトルを獲得した。同シーズンにはコパ・デル・レイでも優勝している。2001-02シーズンにはリーガASOBALで初優勝し、2004-05シーズンには2度目の優勝を飾った。

### 破産と解散
2012年7月、新スポンサーを獲得できなかった影響で2012-13シーズンのプレーを断念することが発表された。この結果としてプリメーラ・エスタタル（3部）への2段階降格処分が下されたが、数週間後にはプリメーラ・エスタタルの登録枠をBMアルドイに譲り、SDCサン・アントニオは所有するチームがなくなった。2013年4月には破産プロセスが完了し、SDCサン・アントニオは正式に解散した。

## スポンサー
- 1968年-1969年 : カイク(Kaiku)
- 1971年-1972年 : ウェルネル(Werner)
- 1972年-1977年 : シュウェップス(Schweppes)
- 1977年-1978年 : スポンサーなし
- 1978年-1979年 : レイノルズ(Reynolds)
- 1979年-1980年 : ロンカリ(Ronkari)
- 1980年-1981年 : チストゥ(Chistu)
- 1981年-1982年 : ベルベラーナ(Berberana)
- 1982年-1983年 : ビノス・デ・ナバーラ(Vinos de Navarra)
- 1983年-1984年 : ガルサ(Garsa)
- 1984年-1987年 : ラリオス(Larios)
- 1987年-1989年 : エスパラゴス・デ・ナバーラ(Espárragos de Navarra)
- 1989年-1993年 : メパンサ(Mepamsa)
- 1993年-1994年 : プロエディーナ(Proedina)
- 1994年-1995年 : アリストン(Ariston)
- 1995年-1997年 : ラグン・アロ(Lagun Aro)
- 1997年-2009年 : セメントス・ポルトランド(Cementos Portland)
- 2009年-2010年 : ナバーラ州政府
- 2010年-2012年 : AMAYAスポルト(AMAYA Sport)
- 2012年-2013年 : スポンサーなし

## 成績
| シーズン | 部  | ディビジョン | 順位                | 備考 |
| -------- | --- | ------------ | ------------------- | ---- |
| 1990–91  | 1部 | リーガASOBAL | 5位 / 上位リーグ8位 |      |
| 1991–92  | 1部 | リーガASOBAL | 4位 / 上位リーグ8位 |      |
| 1992–93  | 1部 | リーガASOBAL | 6位 / 下位リーグ2位 | 降格 |
| 1993–94  | 2部 | プリメーラ   | 12位                |      |
| 1994–95  | 2部 | オノールB    | 2位                 | 昇格 |
| 1995–96  | 1部 | リーガASOBAL | 11位                |      |
| 1996–97  | 1部 | リーガASOBAL | 9位                 |      |
| 1997–98  | 1部 | リーガASOBAL | 2位                 |      |
| 1998–99  | 1部 | リーガASOBAL | 2位                 |      |
| 1999–00  | 1部 | リーガASOBAL | 3位                 |      |
| 2000–01  | 1部 | リーガASOBAL | 3位                 |      |

| シーズン | 部  | ディビジョン | 順位 | 備考 |
| -------- | --- | ------------ | ---- | ---- |
| 2001–02  | 1部 | リーガASOBAL | 1位  | 優勝 |
| 2002–03  | 1部 | リーガASOBAL | 4位  |      |
| 2003–04  | 1部 | リーガASOBAL | 3位  |      |
| 2004–05  | 1部 | リーガASOBAL | 1位  | 優勝 |
| 2005–06  | 1部 | リーガASOBAL | 3位  |      |
| 2006–07  | 1部 | リーガASOBAL | 2位  |      |
| 2007–08  | 1部 | リーガASOBAL | 4位  |      |
| 2008–09  | 1部 | リーガASOBAL | 4位  |      |
| 2009–10  | 1部 | リーガASOBAL | 6位  |      |
| 2010–11  | 1部 | リーガASOBAL | 7位  |      |
| 2011–12  | 1部 | リーガASOBAL | 10位 | 撤退 |

- 20シーズン : リーガASOBAL

## タイトル

### 国内大会
- リーガASOBAL : 2回

優勝: 2001-02, 2004–05
準優勝: 1997-98, 1999-00
- コパ・デル・レイ : 2回

優勝: 1998-99, 2000–01
準優勝: 1997-98
- スーペルコパASOBAL : 3回

優勝: 2001-02, 2002–03, 2004–05
準優勝: 1999-00

### 国際大会
- EHFカップウィナーズカップ（英語版） : 2回

優勝: 1999-00, 2003–04
- EHFチャンピオンズリーグ : 1回

優勝: 2000-01
準優勝: 2002-03, 2005–06
- EHFチャンピオンズトロフィー（英語版） : 1回

優勝: 2000-01
準優勝: 2001-02

## 歴代所属選手
| - Mikhail Yakimovich - マテオ・ガラルダ - ジャクソン・リチャードソン - イヴァノ・バリッチ - Vladimir Hernandez - ダヴォル・ドミニコヴィッチ - ヴァルテル・マトシェヴィッチ - ネデリコ・ジョヴァノヴィッチ - ラトコ・ニコリッチ - イヴァン・ニクシェヴィッチ - バスコ・シェヴァリェヴィッチ | - フアンチョ・ペレス - Oleg Kisselev - アドリアン・クロウリー - ダビド・カルバハル - トマス・スヴェンソン - ダニイェル・シャリッチ - アルベルト・ロカス - リカルド・アンドリーニョ - ダヴィド・ラシッチ - ラディヴォイェ・リスタノヴィッチ - クリスティアン・マルマグロ | - ラルス・T・イェルゲンセン - Kasper Hvidt - Kristian Kjelling - ニコ・ミンデギア - カルロス・ルエスガ - ハビエル・オルティゴサ - Alexandru Buligan - サミル・フェルスティッチ - ダニミル・スルコヴィッチ |